# リチャード・テイラー (編集者)
リチャード・テイラー (1781年5月18日–1858年12月1日) はイギリスの博物学者、科学雑誌の出版者。テイラーは1822年に『フィロソフィカル・マガジン』（Philosophical Magazine）の編集者に加わり、1838年には『自然誌年報』（Annals of Natural History）を出版した。1837年から1852年にかけて、彼は『外国の科学アカデミーのトランザクションから選んだ科学論文集』（Scientific Memoirs, Selected from the Transactions of Foreign Academies of Science）を編集・出版した。1852年に、彼は化学者のウィリアム・フランシス博士とともにTaylor & Francisを設立した。

## 生涯
リチャード・テイラーは1781年5月18日、ノリッジでジョン・テイラーの次男として生まれた。ノリッジのデイ・スクールでジョン・ホートン牧師から教育を受けた。その後サー・ジェームズ・エドワード・スミスの勧めでロンドンのチャンセリー・レーンのデイヴィスという名の印刷者に弟子入りした。彼は古典、中世ラテン語、イタリア語の詩人、そして現代語を学んだ。

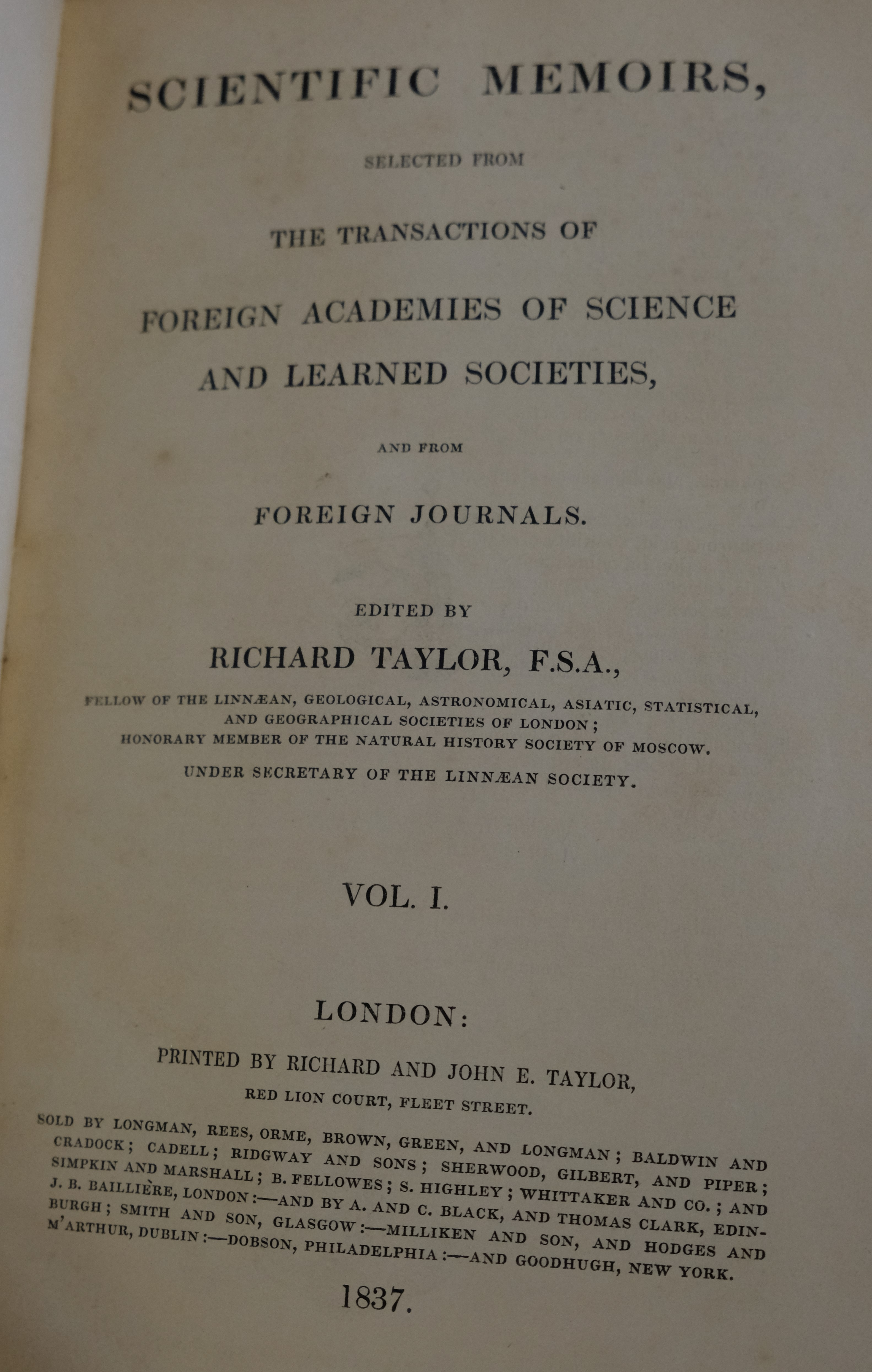
テイラーの『科学論文集』第1巻のタイトルページ (1841)

見習い期間が終了すると、しばらくの間、チャンセリーレーンでウィルキス氏と共同で印刷業を営んだ。しかし、1803年5月18日にテイラーは父と共同でフリート・ストリートのブラックホース・コートで起業した。その後シュー・レーンに移動し、最終的にフリートストリートのレッドライオン・コートに移動した。同社は最終的にTaylor & Francisへと発展した。テイラーの弟アーサーは1814年から1823年にかけてパートナーであった。また、甥のジョン・エドワード・テイラーは1837年から1851年までパートナーであった。その後翌年にはウィリアム・フランシス博士がパートナーになった。テイラーと彼のパートナーたちは自然史の主要な作品や古典の優れた版を制作した。
1807年にテイラーはリンネ協会のフェローとなり、1810年には事務次長になった。テイラーはまたロンドン考古協会、天文学会、言語学会のフェローでもあり、英国協会のオリジナルメンバーでもあった。
1822年、テイラーはアレクサンダー・ティロックとともに『哲学雑誌』（Philosophical Magazine）、後に『ロンドン・エディンバラ・ダブリン哲学雑誌』（London, Edinburgh, and Dublin Philosophical Magazine. He established the Annals of Natural History）の編集者となった・テイラーは1838年に『自然誌年報』（Annals of Natural History）を創刊した。1841年には『自然誌雑誌』と統合され、両者は『自然誌年報・雑誌』（Annals and Magazine of Natural History）として存続した。
テイラーは35年間、ロンドン市議会でファリンドン・ウィズアウト区の代表を務めた。教育問題にも積極的に取り組み、ロンドン市立学校や市立図書館の設立を援助する一方、ロンドン大学（のちのユニヴァーシティ・カレッジ・ロンドン）の設立を推進した。1852年に健康を害し、サリー州リッチモンドで引退し1858年12月1日に亡くなった。ピーターシャムの聖ピーター教会に埋葬されている。

## 作品
テイラーは、1837年から1852年にかけて5巻の『外国の科学アカデミーのトランザクションから選んだ科学論文』（Scientific Memoirs selected from the Transactions of foreign Academies of Science）を編集・発行した。またトマス・ウォートンの1840年版の『英語詩史』（History of English Poetry）もである。さらに、ジョゼフ・プリーストリーの1826年版の『歴史講義』（Lectures on History）、ジョン・ホーン・トゥックの1829年版と1840年版のπεα πτερόεντα、ジョナサン・バウチャーの1832年版の『古風な言葉と地方の方言の用語集』（Glossary of Archaic and Provincial Words）に寄稿した。

## 引用
Mythology is the natural measure of the unenlightened mind; it contains the aspirings of the soul after higher objects, which are beyond its reach, and its efforts to realize the dim images faintly formed in the mind, as the man wandering in darkness strives to give shape to the objects indistinctly seen to connect them together.